# Pepsideild 2015
Die Pepsideild 2015 war die 104. Spielzeit der höchsten isländischen Fußballliga. Sie begann am 3. Mai 2015 und endete am 4. Oktober 2015 mit dem 22. Spieltag.

## Modus
Die zwölf Teams der Liga spielten in einer einfachen Hin- und Rückrunde gegeneinander, so dass jedes Team 22 Spiele absolvierte. Die zwei letztplatzierten Mannschaften stiegen zum Saisonende ab.
Der Meister war für die Qualifikation der Champions League 2016/17 zugelassen, die zweit- und drittplatzierte Mannschaft sowie der Pokalsieger zu jener für die Europa League.

## Vereine
Im Vergleich zum Vorjahr veränderte sich die Ligazusammensetzung folgendermaßen: Fram Reykjavík und Þór Akureyri stiegen als elft- bzw. zwölftplatziertes Team der Saison 2014 in die 1. deild karla (2. Leistungsstufe) ab. Der dortige Meister Leiknir Reykjavík sowie der zweitplatzierte ÍA Akranes stiegen dagegen in die erste Liga auf.
| Verein               | Wappen                   | Stadt          | Stadion          | Kapazität |
| -------------------- | ------------------------ | -------------- | ---------------- | --------- |
| ÍA Akranes           | ÍA Akranes               | Akranes        | Norðurálsvöllur  | 04.850    |
| FH Hafnarfjörður     | FH Hafnarfjörður         | Hafnarfjörður  | Kaplakriki       | 06.738    |
| Keflavík ÍF          | Keflavík ÍF              | Keflavík       | Keflavíkurvöllur | 04.957    |
| Breiðablik Kópavogur | Breiðablik Kópavogur     | Kópavogur      | Kópavogsvöllur   | 05.501    |
| Fjölnir Reykjavík    | Fjölnir Reykjavík        | Reykjavík      | Fjölnisvöllur    | 01.300    |
| ÍF Fylkir Reykjavík  | ÍF Fylkir Reykjavík      | Reykjavík      | Fylkisvöllur     | 02.872    |
| KR Reykjavík         | KR Reykjavík             | Reykjavík      | KR-völlur        | 03.333    |
| Leiknir Reykjavík    |                          | Reykjavík      | Leiknisvöllur    | 01.025    |
| Valur Reykjavík      |                          | Reykjavík      | Hlíðarendi       | 03.000    |
| Víkingur Reykjavík   | Víkingur Reykjavík       | Reykjavík      | Víkin            | 01.100    |
| UMF Stjarnan         | Ungmennafélagið Stjarnan | Garðabær       | Stjörnuvöllur    | 01.292    |
| ÍB Vestmannaeyja     | ÍB Vestmannaeyja         | Vestmannaeyjar | Hásteinsvöllur   | 02.834    |

## Abschlusstabelle
| Pl. | Verein                | Sp. | S  | U | N  | Tore    | Diff. | Punkte |
| --- | --------------------- | --- | -- | - | -- | ------- | ----- | ------ |
| 1.  | FH Hafnarfjörður      | 22  | 15 | 3 | 4  | 047:260 | +21   | 48     |
| 2.  | Breiðablik Kópavogur  | 22  | 13 | 7 | 2  | 034:130 | +21   | 46     |
| 3.  | KR Reykjavík (P)      | 22  | 12 | 6 | 4  | 036:210 | +15   | 42     |
| 4.  | UMF Stjarnan (M)      | 22  | 9  | 6 | 7  | 032:240 | +8    | 33     |
| 5.  | Valur Reykjavík       | 22  | 9  | 6 | 7  | 038:310 | +7    | 33     |
| 6.  | Fjölnir Reykjavík     | 22  | 9  | 6 | 7  | 036:350 | +1    | 33     |
| 7.  | ÍA Akranes (N)        | 22  | 7  | 8 | 7  | 031:310 | ±0    | 29     |
| 8.  | ÍF Fylkir Reykjavík   | 22  | 7  | 8 | 7  | 026:310 | −5    | 29     |
| 9.  | Víkingur Reykjavík    | 22  | 5  | 8 | 9  | 032:360 | −4    | 23     |
| 10. | ÍB Vestmannaeyja      | 22  | 5  | 4 | 13 | 026:370 | −11   | 19     |
| 11. | Leiknir Reykjavík (N) | 22  | 3  | 6 | 13 | 020:340 | −14   | 15     |
| 12. | Keflavík ÍF           | 22  | 2  | 4 | 16 | 022:610 | −39   | 10     |

Platzierungskriterien: 1. Punkte – 2. Tordifferenz – 3. geschossene Tore

| (M) | amtierender isländischer Meister     |
| (P) | amtierender isländischer Pokalsieger |
| (N) | Neuaufsteiger der letzten Saison     |

## Torschützenliste
| Pl. | Name                   | Team                 | Tore |
| --- | ---------------------- | -------------------- | ---- |
| 01. | Patrick Pedersen       | Valur Reykjavík      | 13   |
| 02. | Jonathan Glenn         | Breiðablik Kópavogur | 12   |
| 03. | Garðar Gunnlaugsson    | ÍA Akranes           | 09   |
| 03. | Steven Lennon          | FH Hafnarfjörður     | 09   |
| 05. | Atli Guðnason          | FH Hafnarfjörður     | 08   |
| 05. | Atli Viðar Björnsson   | FH Hafnarfjörður     | 08   |
| 05. | Jeppe Hansen           | UMF Stjarnan         | 08   |
| 05. | Óskar Örn Hauksson     | KR Reykjavík         | 08   |
| 09. | Albert Brynjar Ingason | Fylkir Reykjavík     | 07   |
| 09. | Thórir Guðjónsson      | Fjölnir Reykjavík    | 07   |